# 国际冠码列表
國際冠碼是要拨打國際電話時，在鍵入受話地區的國際電話區號前，所須鍵入發話地區的輸出（前綴）碼，以轉接至國際電話線路用的數字。
在拨打国际电话時，通常會将國際冠碼放在国际电话区号前以表示本號碼將會拨離本地。例如當您在美國要拨打電話至英國的號碼 1234 567890 時，就必須先輸入美國的國際冠碼 011 ，然後英國的国际区号 44 再接著當地的電話號碼 1234 567890 ，也就是說整體的形式為 011-44-1234-567890 。
加号（+）可以用来代替任何国家的冠码，用以表示拨号者使用了所在国家的国际冠码。当前的大部分手机都允许“+”的输入，可以是按住“0”键（大部分GSM制式的手机）或连按两次“*”星号键输入。在使用时，系统会根据电话被使用的位置自动将“+”转换成正确的国际代码，使得拨打者可以在任何国家用相同的储存号码拨打电话。
國際電信聯盟早些前已推荐00作为通用的國際冠碼，並已被為數不少的國家所採用。然而仍有國家決定採用不同的國際冠碼，甚至提供多組冠碼，詳細如下表所列：

## 各地國際冠碼表
- 00
  - 国际电信联盟推荐的冠码，適用於所有未在下列表中者。

- 0x0 （“x”一碼中的數字代表不同的長途電話供應商）
  -  模里西斯
    - 00（僅從公共電話及“+”號僅從無線電話拨出時）

- 00~[註 1]
  -  阿尔及利亚
  -  摩洛哥

- 00xx （“xx”兩碼代表不同的長途電話供應商（英语：Brazilian Carrier Selection Code））
  -  巴西

- 000
  -  [註 2]
  -  坦桑尼亚 （包括 桑给巴尔）[註 2]
  -  乌干达[註 2]

- 001
  -  香港[註 3]
  -  印度尼西亞 （亦可 008）
  -  蒙古国
  -  新加坡 （亦可 002, 008, 012, 013, 018, 019）
  -   （亦可 002, 005, 006, 008 外尚有許多以003xx 、007xx為開頭的號碼由不同的IDD供應商提供，可作手機或市話使用）
  -  泰國

- 0010
  -  玻利维亚 （亦可 0011, 0012, 0013）

- 0011
  -   （亦可 0014, 0015, 0018）

- 002
  -  臺灣 （國際直撥電話網路接取碼服務公用碼）
  -  香港 （國際長途傳真/數據服務）
  -  巴拉圭

- 003
  -  香港（香港寬頻）

- 005
  -  哥伦比亚 （亦可 007, 009）
  -  臺灣 （亞太電信）

- 0050
  -  香港 （信通電話(香港)）

- 0059
  -  香港 （中港網絡有）
- 006
  -  臺灣 （台灣固網）

- 0060
  -  香港 （電訊盈科）

- 007
  -  香港 （九倉電訊）
  -  臺灣 （新世紀資通）

- 008
  -  香港 （和電香港）
  -  臺灣 （國際直撥受話方付費電話服務公用碼）

- 009
  -  奈及利亞
  -  香港 （香港寬頻）
  -  臺灣 （中華電信）

- 010
  -  日本
許多日本電話服務並不包含國際通話，如要拨打國際電話時，則須先拨供應商的轉接碼再拨010國際冠碼。即使所訂購的電話服務已包含了國際通話，使用者仍可以選擇特定的供應商。拨打公用電話時，則一定要選擇特定供應商拨打其號碼。
以下為日本幾家國際電話供應商的號碼：
    - 001 010 （KDDI）
    - 0033 010 （NTT）
    - 0041 010 （Japan Telecom）
    - 0061 010 （Japan Telecom IDC）此公司和上述的Japan Telecom為兩家不同公司。

- 011
  - 北美号码计划区[錨點失效]：
    -  美国 含  波多黎各、 美屬維爾京群島、 關島、 及 美属萨摩亚
    -  加拿大
    -  安地卡及巴布達
    -  巴哈马
    -  百慕大
    -  英屬維爾京群島
    -  开曼群岛
    -  多米尼克
    -  格瑞那達
    -  牙买加
    -  圣基茨和尼维斯
    -  圣卢西亚
    -  千里達及托巴哥

- 01x
  -  以色列 （“x”代表不同供應商，全皆符合ITU標準）
  -  臺灣 （國際節費電話、提供業者與00x對應數字相同）

- 05

- 07~
  - （已停用）  西班牙 （現今 00）

- 1xx0
  -  智利 
（“xx”兩碼代表供應商; 例如拨打往阿根廷的號碼 +54 11 23456789 時可選擇 1230 54 1123456789 或 1880 54 1123456789）[註 4]

- 15

- 1666
  -  香港  （香港寬頻）

- 19
  -  中非
  - （已停用）  法國 （90年代後期改用 00）

- 19~

- 8~10
  -  苏联，如今仍被前蘇聯國家沿用：
    -  白俄羅斯
    -  俄羅斯[註 5]

- 90

- 99
  -  芬兰, 为鼓励国际电信业界间的竞争，以99为冠码的体系同时也可以使用00冠码。例如，如果用户拨打990-1-202-456-1111，电话会经由TeliaSonera转接到北美地区。
    - 990 – Telia Finland Oyj
    - 991 – Elisa Oyj
    - 99511 - Nettia Oy
    - 99533 – DNA Oy
    - 99555 – DNA Oy
    - 99559 – Elisa Oyj
    - 99577 – DNA Oy
    - 99588 – Globetel Oy
    - 99599 – Nettia Oy
    - 999 – Elisa Oyj